# Campionato mondiale giovanile di scherma 1977
Il Campionato mondiale juniores di scherma del 1977 ("1977 World Juniors Fencing Championships") è stato organizzato dalla Federazione internazionale della scherma e si è svolto a Vienna in Austria dal 6 al 11 aprile.
Nel fioretto, si sono aggiudicati i titoli del campionato mondiale il sovietico Vladimir Lapitsky, che ha battuto in finale l'italiano Andrea Borella, e la francese Christine Fekete che ha avuto la meglio sulla sovietica Anna Dimitrenko.
Nella spada il norvegese Nils Koppang ha battuto in finale il tedesco Manfred Beckmann, ottenendo il titolo mondiale juniores maschile.
Nella sciabola il sovietico Khuseyn Ismailov prevale sul sovietico Elbrous Bajanov.

## Podi

### Uomini
| Specialità  | Oro               | Argento          | Bronzo               |
| Individuali |                   |                  |                      |
| Fioretto    | Vladimir Lapitsky | Andrea Borella   | Matthias Gey         |
| Spada       | Nils Koppang      | Manfred Beckmann | Alexandre Mozhayev   |
| Sciabola    | Khuseyn Ismailov  | Elbrous Bajanov  | Ildus Chamchoutdinov |

### Donne
| Specialità  | Oro              | Argento         | Bronzo                   |
| Individuali |                  |                 |                          |
| Fioretto    | Christine Fekete | Anna Dimitrenko | Brigitte Latrille-Gaudin |

## Medagliere
| Pos.   | Nazione          | Oro | Argento | Bronzo | Totale |
| ------ | ---------------- | --- | ------- | ------ | ------ |
| 1      | Unione Sovietica | 2   | 2       | 2      | 6      |
| 2      | Francia          | 1   | 0       | 1      | 2      |
| 3      | Norvegia         | 1   | 0       | 0      | 1      |
| 4      | Germania         | 0   | 1       | 1      | 2      |
| 5      | Italia           | 0   | 1       | 0      | 1      |
| Totale | Totale           | 4   | 4       | 4      | 12     |